# Ana Novac
Pour les articles homonymes, voir Novac.
Ana Novac (née Zimra Harsányi le 21 juin 1924 à Dej en Transylvanie et morte dans le 8e arrondissement de Paris le 31 mars 2010) est une écrivaine et dramaturge franco-roumano-hongroise, survivante de la Shoah.
Elle est l'auteure de Les Beaux Jours de ma jeunesse, le seul journal à avoir survécu aux camps de concentration. Elle était surnommée l'« Anne Frank roumaine », bien que celle-ci n'ait pas raconté les camps dans son œuvre. Ana Novac les décrit de l'intérieur, et continue bien après, sans oublier la mémoire, mais en traitant de bien d'autres sujets.

## Biographie

### Enfance en Transylvanie
Âgée d'une dizaine d'années, elle connaît la maladie et passe des heures dans une chaise longue dans un sanatorium des Carpates. C'est là qu'elle prend l'habitude, jusqu'à l'obsession, de tenir son journal.À 11 ans, elle se retrouve « citoyenne » hongroise quand les nazis attribuent la Transylvanie du Nord à leur allié hongrois.
À 14 ans, elle est déportée à Auschwitz. Au cours des six mois qu'elle passe dans les camps, elle parvient à écrire un journal (paru en France en 1968 sous le titre Les Beaux Jours de ma jeunesse) avec des morceaux de papier trouvés, d'affiches déchirées et, par la suite, de cahiers donnés par le kapo Konhauser, essentiellement en hongrois. Le kapo confia le carnet pour le sortir à un meurtrier, renvoyé du camp pour cette raison, qui le fit, aussi étonnant que cela puisse paraître, effectivement parvenir à la logeuse de la famille Novac. Elle y décrit les conditions de voyages depuis la Transylvanie jusqu'à Auschwitz, puis à Płaszów, son quotidien de déportée. Le camp de Kratzau est libérée le 6 mai 1945 par les Russes. Elle est vivante mais atteinte de tuberculose et de typhus.
En 1945, elle récupère la nationalité roumaine.

### Carrière d'auteure dramatique
Ana Novac devient, après la guerre, auteure dramatique de théâtre en Roumanie, qu’elle quitte en 1965 après avoir été victime de persécutions et d'un procès pour avoir vivement critiqué le régime de Nicolae Ceaușescu d'alors, dans ses œuvres théâtrales. Ses pièces lui valent d'ailleurs une reconnaissance considérable en URSS et en Hongrie.
Sa première pièce, La începutul vieții [Au début de la vie], sous-titrée Scene din viața unui institut [Scènes de la vie d'un institut] est publiée dans Viața romînească (no 6, de juin 1954). Marian Popa la classe dans un mouvement appelé ad hoc « négativisme », dans la mesure où elle en est la seule représentante. Sans être nécessairement fortement critiques, ses pièces manquent globalement aux yeux du régime de l'optimisme qui lui est propre. Dans La începutul vieții, elle décrit les efforts d'une jeune troupe de théâtre en 1946 pour monter une pièce dans un environnement bourgeois. Le résultat de leur labeur n'est cependant qu'une demi-réussite.
En 1955, Familia Kovács [La Famille Kovács] tourne certes autour d'une histoire d'amour entre une jeune fille déçue par un vaurien et un jeune communiste et décrit de manière très critique la société transylvaine du début des années 1940 (pogroms, anticommunisme). Néanmoins, sa structure en miniatures biographiques participe plus de la création d'une atmosphère que d'une marche continue vers le progrès : le dénouement est même vécu par les autres membres de la famille comme une déchéance.
Ce fel de om ești tu ? [Quelle sorte d'homme es-tu ?] présente Janos Madaras, ancien ouvrier devenu patron, à la base honnête et simple, à présent contaminé par le cynisme et l'indifférence de la bureaucratie socialiste. La conclusion très ironique voit subitement les personnages devenir tous très enthousiastes comme par miracle pour s'inscrire dans les codes de l'époque.
Dès 1958, la chasse au négativisme commence à la prendre pour cible, jusqu'à son exclusion du Parti.

### L'exil
Elle passe ensuite quelque temps en Hongrie, puis à Berlin ouest, où elle s’installa quelque temps et où elle fait la connaissance de Günter Grass. Elle part ensuite en France, à Paris, au moment des évènements de Mai 1968 où elle poursuit son œuvre, par des pièces de théâtre (qu'il lui arrive d'écrire en une nuit), des essais et des romans biographiques. Fréquentant le Café de Flore, elle y rencontre de nombreux intellectuels tels Jean-Paul Sartre, Simone de Beauvoir et Eugène Ionesco.
Son journal, Les Beaux Jours de ma jeunesse, est édité en France en 1968. Il est beaucoup moins connu que celui d'Anne Frank, alors que les deux jeunes filles avaient le même âge au moment où elles écrivaient. Le message des Beaux Jours de ma jeunesse est plus violent, et parfois même insoutenable. L'auteur y décrit le côtoiement continuel de la mort. Elle fait preuve d'une remarquable lucidité sur les misères de l’homme, sur l’absurdité de la guerre, sur l’intangibilité de la frontière entre bourreaux et victimes. La dureté du témoignage peut paraître choquante, cette écriture acérée étant une caractéristique fondamentale de l'auteure.

### La romancière
L'œuvre d'Ana Novac ne peut cependant être réduite à son journal, à son expérience concentrationnaire ou au théâtre. Dans les années 1990 et au début des années 2000, elle est l'auteure d'une œuvre romanesque importante, en partie autobiographique de son propre aveu. Ainsi, Les Accidents de l'âme revient sur sa vie en Roumanie et Un Lit dans l'Hexagone sur son séjour en hôpital psychiatrique et sa singulière passion pour un médecin.
Plus tard, elle s'oriente vers une inspiration fictionnelle, notamment dans Les Noces de Varenka où l'on retrouve son humour noir et son sens des dialogues. Son dernier roman, Le Maître de Trésor, dont l'action se déroule en Grèce, est considéré comme le plus varié au plan formel, entre le thriller et le roman d'aventures, confinant parfois au fantastique.

## Œuvres littéraires
- Les Beaux Jours de ma jeunesse, première parution en France en 1968, 336 p. ; rééditions Balland, 1992 et Folio Gallimard, 2000
- Un peu de Tendresse ou Le Complexe de la soupe, éd. L’Avant-Scène Théâtre, Paris, 442, 1970
- Les Beaux Jours de ma jeunesse, en Hongrie, Hollande, Italie, Allemagne, France, entre 1968-1970, Julliard, Paris
- Un nu déconcertant et autres pièces, 180 p., éd. Expression latine, 1970
- La Porte, 1971
- Match à la une, L'Avant-Scène Théâtre, 568, 1975
- Les mémoires d'un zombie, ou Si j’étais bébé-phoque, dans la revue Les Temps modernes, no 363, octobre 1976, éditions Gallimard
- J'avais quatorze ans a Auschwitz, Presses de la Renaissance, Paris,238 p., 1982
- Nocturne, 1984
- Le Grabat, 1988
- Cap sur la Lune, éd. Le Méridien, 1989
- Les Accidents de l’âme[10], Balland,  237 p., 1991
- Comme un pays qui ne figure pas sur la carte, Balland, Paris, 1992
- Un lit dans l'Hexagone, Calmann-Lévy, 267p., 1993
- Les Noces de Varenka, Calmann-Lévy, 1996
- Cap sur la Lune : Exercices Lyriques, éd. Le Méridien
- Le Maître de Trésor, éd. du Rocher, 364 p., 2002.